# Giovanni Sacchi
Giovanni Sacchi (Sesto San Giovanni, 27 agosto 1913 – Sesto San Giovanni, 25 gennaio 2005) è stato un designer e progettista italiano.

## Biografia

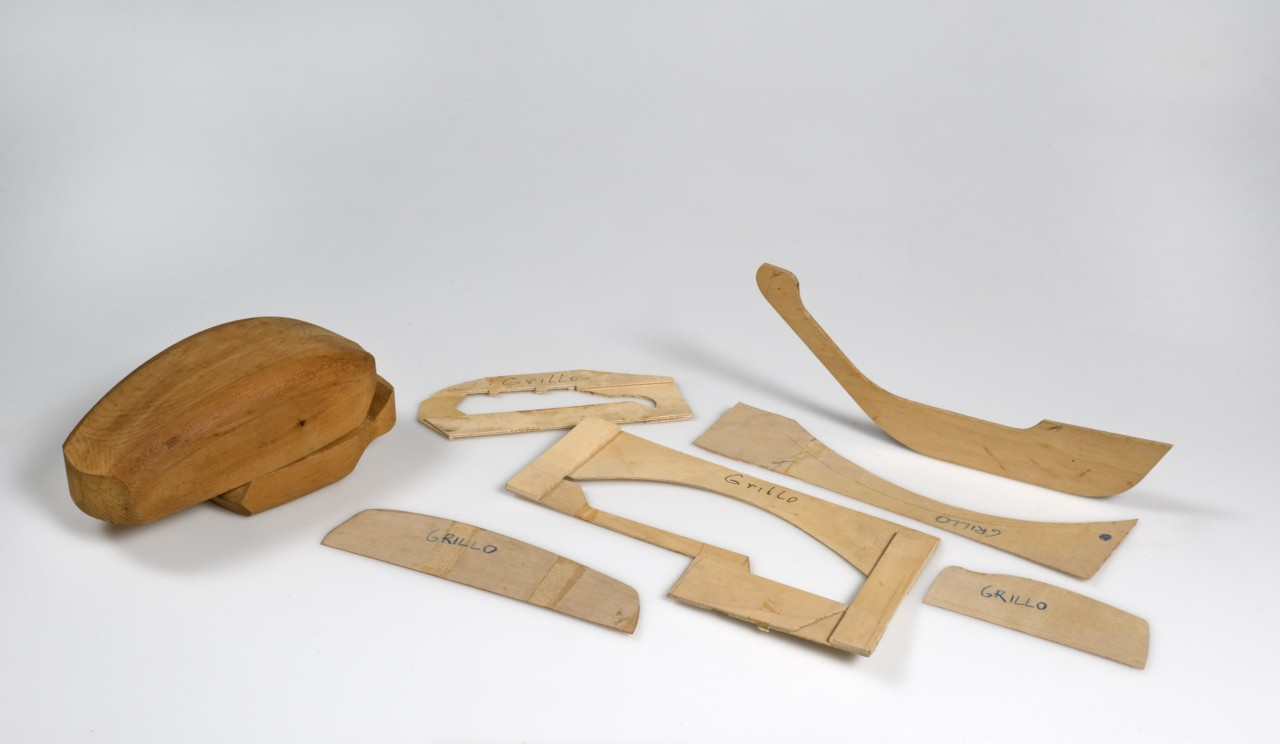
Modello in legno dell'apparecchio telefonico Grillo

Giovanni Sacchi nasce a Sesto San Giovanni, in provincia di Milano, il 27 agosto 1913. Dopo una breve esperienza di fabbrica, presso la Ercole Marelli, inizia dodicenne l'apprendistato come modellista meccanico presso la bottega Ceresa & Boretti di Milano.
Nel 1936 apre un proprio laboratorio per modelli meccanici, ma lo scoppio della seconda guerra mondiale porta alla definitiva sospensione dell'esercizio.
Dopo l'armistizio nel 1943, Giovanni Sacchi entra nella Resistenza sulle montagne piemontesi, attività per la quale otterrà il riconoscimento della Croce al merito di guerra in seguito all'impegno nella lotta di liberazione.
Nell'immediato dopoguerra, grazie alla progettazione e realizzazione di alcune piccole stufe elettriche e di ferro da stiro portatili, ottiene una commessa da parte del Comando alleato, che gli permette di riavviare la propria attività. Nel 1951 acquisisce gli spazi di un vecchio laboratorio di fonderia in via Sirtori a Milano, ne modifica gli impianti e vi instaura la nuova bottega.
Tre anni prima, l'incontro con Marcello Nizzoli lo convince a intraprendere la strada della modellistica per design e architettura, collaborando per la progettazione della macchina da scrivere Lexikon 80 per Olivetti e diventando in seguito apprezzato collaboratore e interlocutore privilegiato di più generazioni di illustri designer e architetti, tra cui Franco Albini, i fratelli Achille Castiglioni e Piergiacomo Castiglioni, Marcello Nizzoli, Aldo Rossi, Ettore Sottsass, Marco Zanuso, Giotto Stoppino. Nel suo laboratorio si completano e sviluppano prototipi per numerose aziende che hanno fatto la storia del design italiano, come Olivetti, Brionvega, Kartell, Alessi, e prendono corpo progetti di importanti edifici come lo Stadio San Nicola di Bari di Renzo Piano o il Museo d'Orsay di Parigi su progetto di Gae Aulenti.
Giovanni Sacchi ha realizzato il modello di oggetti che hanno fatto la storia del design italiano, tra cui la macchina da scrivere Lettera 22 e la macchina da cucire Mirella di Marcello Nizzoli, il telefono Siemens Grillo, la radio TS502 e i televisori Brionvega Doney e Algol di Marco Zanuso e Richard Sapper, la serie di calcolatrici elettroniche Olivetti Logos e Divisumma, le caffettiere La conica e La Cupola di Aldo Rossi per Alessi.
Sono molte le esposizioni che hanno visto partecipare i suoi modelli, come le edizioni dell'Expo di Tsukuba in Giappone nel 1985 e di Siviglia nel 1992, due edizioni di Exempla a Monaco di Baviera nel 1980 e nel 1992, e poi le esposizioni di Brisbane in Australia nel 1988, di Parigi, Stoccarda, Nagoya e Aspen negli Stati Uniti l'anno seguente, senza dimenticare le mostre monografiche dedicate ai suoi modelli dalla Triennale di Milano nel 1983 e nel 2000.
Al termine della sua attività, nel 1998, gli è stato conferito il premio Compasso d'oro alla carriera per il fondamentale contributo dato alla storia del design italiano.
Giovanni Sacchi è deceduto a Sesto San Giovanni il 25 gennaio 2005 all'età di 91 anni.
Ettore Sottsass ha riassunto con queste parole l'importanza dell'attività di Giovanni Sacchi: 

## Archivio Sacchi
L'archivio delle carte e dei modelli di Giovanni Sacchi si trova presso lo Spazio MIL, all'interno del Parco archeologico industriale ex-Breda di Sesto San Giovanni e viene curato dalla Fondazione ISEC.
L’istituto, nato per volontà del Comune di Sesto San Giovanni e della Fondazione ISEC, raccoglie i materiali precedentemente conservati presso il laboratorio di Giovanni Sacchi, chiuso nel 1997; tali materiali furono donati nel 1999 alla città. L'archivio approfondisce il processo di ideazione e fabbricazione dei prodotti, e conserva più di 400 modelli e prototipi di oggetti di design, progetti di architettura, 8000 disegni e oltre 10.000 immagini, filmati e documenti. La biblioteca interna mette a disposizione volumi, periodici e altri materiali, sia donati da Giovanni Sacchi che di nuova pubblicazione. Una parte della struttura ricostruisce inoltre il laboratorio di modellistica di Giovanni Sacchi, esponendo macchinari e attrezzature originali e attentamente restaurati.